# 感応寺 (世田谷区)
感応寺（かんのうじ）は、東京都世田谷区にある浄土宗の寺院。

## 歴史
江戸時代初期、清薫尼によって開山された。清薫尼は江戸幕府第2代将軍徳川秀忠の侍女であった。牛島（現・東京都墨田区）の離れ御殿を与えられ、寺を創建した。これが当寺の起源である。
当初の名称は「清薫寺」であったが、第5代将軍徳川綱吉の生母桂昌院が綱吉の病気平癒を祈願したところ、たちまち治ったため、桂昌院はこれに感謝して寺領を寄進し、「感応寺」に改称させた。
1923年（大正12年）の関東大震災の際、17世住職平松誡厚法尼は弟子たちとともに本尊等の寺宝を背負って、本所被服廠跡地に避難しようとした。ところが、どこからともなく「被服廠跡へは行くな、吾妻橋へ行け」という声が聞こえ、その通りにしたところ、無事避難できたという。
翌年の1924年（大正13年）に現在地に移転した。

## 交通アクセス
- 東急田園都市線駒沢大学駅より徒歩8分。
- 渋谷駅または三軒茶屋駅よりバス(東急バス　渋05系統)「向橋」下車